# Henrik Lax

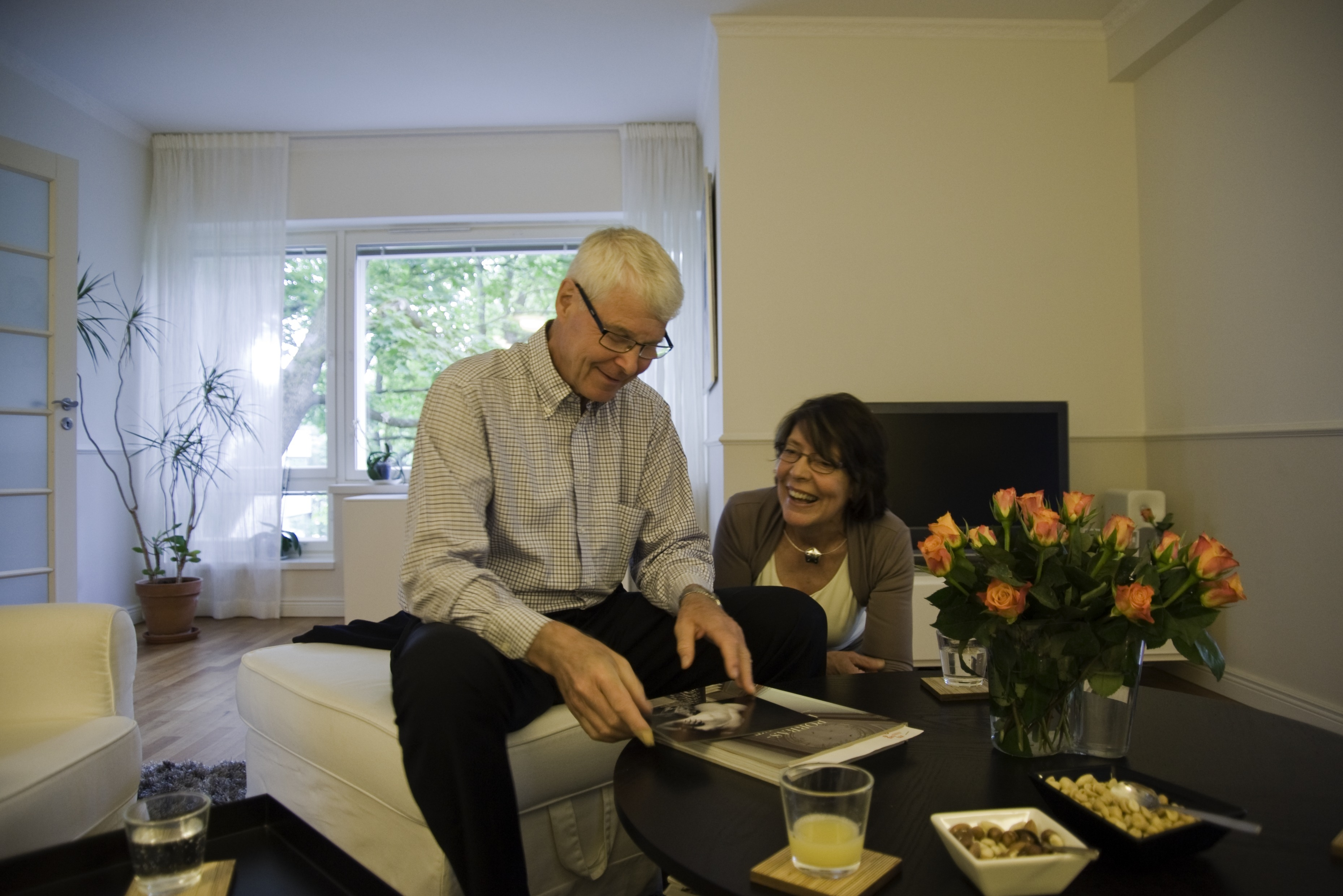
Henrik och Anna-Kristina Lax år 2013.

Rolf Henrik Richard Lax, född 6 maj 1946 i Helsingfors, finländsk politiker (sfp). Han är far till Henrika Lax.
Lax år juris kandidat och diplomekonom efter studier vid Helsingfors universitet respektive Svenska handelshögskolan. Han var Riksdagsledamot 1987–2004, ordförande i lagutskottet 1991–2003. Ledamot av Europaparlamentet sedan 2004.
Henrik Lax var Svenska folkpartiets kandidat i presidentvalet 2006. Han fick 1,61% av rösterna i den första omgången. Inför den andra omgången uttalade han sitt stöd för Sauli Niinistö.

## Utmärkelser
- Riddartecknet av I klass av Finlands Vita Ros’ orden,  6 december 1995[1]
- Kommendörstecknet av Finlands Lejons orden,  6 december 2019[1]
- Officer av Hederslegionen[2]

[Redigera Wikidata]